# Semily
Semily (niem. Semil) – miasto w Czechach, w kraju libereckim. Według danych z 31 grudnia 2003 powierzchnia miasta wynosiła 1 631 ha, a liczba jego mieszkańców  9 040 osób.

## Demografia
| Rok             | 1970  | 1980  | 1991  | 2001  | 2003  |
| --------------- | ----- | ----- | ----- | ----- | ----- |
| Liczba ludności | 8 077 | 8 464 | 9 399 | 9 262 | 9 040 |

Źródło: Czeski Urząd Statystyczny

## Miasta partnerskie
- Driebergen
- Schauenburg